# Арман Дюплантіс
Арман «Мондо» Густав Дюплантіс (швед. Armand «Mondo» Gustav Duplantis, нар. 10 листопада 1999) — шведський легкоатлет, який спеціалізується на стрибках з жердиною, чемпіон Європи серед дорослих (2018) та юніорів, чемпіон світу серед юнаків (2015) та юніорів (2018), дворазовий олімпійський чемпіон, рекордсмен світу у стрибках з жердиною.

## Спортивні досягнення
Народився в США у сім'ї професійних спортсменів. Батько — американець Грег Дюплантіс, колишній стрибун з жердиною, мати — шведка Хелена Дюплантіс (до шлюбу Хедлунд), у минулому — багатоборка.
Тричі встановлював світові рекорди серед юніорів у стрибках з жердиною (5,90; 5,92; 6,05). Автор чотирьох світових рекордів серед юніорів у приміщенні у стрибках з жердиною (5,72; 5,75; 5,81; 5,88).
На чемпіонаті світу-2019 посів друге місце, поступившись американцеві Сему Кендріксу по спробах (обидва взяли висоту 5,97).
8 лютого 2020 на змаганнях «Orlen Copernicus Cup» у Торуні встановив новий рекорд світу (який одночасно став і рекордом світу в приміщенні) у стрибках з жердиною (6,17), на 1 см покращивши попереднє досягнення Рено Лавіллені, встановлене у 2014.
15 лютого 2020 на змаганнях «Müller Indoor Grand Prix» у Глазго на 1 см покращив власний рекорд світу тижневої давнини, довівши його до 6,18.
За підсумками змагань Світового туру в приміщенні-2020 став першим у загальному заліку серед стрибунів з жердиною.
17 вересня 2020 на етапі Діамантової ліги встановив вище світове досягнення в стрибках з жердиною просто неба, стрибком на 6,15 м покращивши на 1 см попереднє досягнення Сергія Бубки, що трималося 26 років і 48 днів (починаючи з 31 липня 1994).
За підсумками сезону-2020 був визнаний Світовою легкою атлетикою «Легкоатлетом року» (англ. World Athlete of the Year).
Чемпіон Діамантової ліги сезону-2021 у стрибках з жердиною.
30 червня 2022 на змаганнях «діамантової ліги» у Стокгольмі встановив новий світовий рекорд на відкритому повітрі 6,16 м.
20 березня 2022 на чемпіонаті світу в Белграді встановив новий світовий рекорд у приміщенні 6,20 м.
24 липня 2022 на чемпіонаті світу в Юджині (США) встановив новий світовий рекорд на відкритому повітрі 6,21 м.
25 лютого 2023 на змаганнях у приміщенні «All Star Perche» в Клермон-Феррані (Франція) встановив новий абсолютний світовий рекорд 6,22 м.
17 вересня 2023 на змаганнях «Prefontaine Classic» в Юджині (США) встановив новий абсолютний світовий рекорд — 6,23.
5 серпня 2024 на Олімпійських Іграх у Парижі з третьої спроби подолав висоту 6,25 м і встановив новий олімпійський і світовий рекорд.
25 серпня 2024 року на етапі Діамантової ліги у польській Сілезії переміг з результатом 6,26 м. Це третій світовий рекорд за 2024 рік та 10-й за всю кар'єру
28 лютого 2025 встановив черговий світовий рекорд зі стрибків з жердиною — 6,27 м.
15 червня 2025 на етапі Діамантової ліги в Стокгольмі встановив 12-й в кар'єрі світовий рекорд у стрибках з жердиною — 6,28.
12 серпня 2025 на Меморіалі Іштвана Дьюлаї в Будапешті встановив 13-й в кар'єрі світовий рекорд у стрибках з жердиною — 6,29.

## Визнання
- Легкоатлет року в світі (2022)[25]
- Легкоатлет року в світі (у технічних дисциплінах) (2023)[26]

## Кар'єра
| Рік                | Змагання                       | Місце проведення           | Місце              | Результат          | Примітки           |
| Представник Швеція | Представник Швеція             | Представник Швеція         | Представник Швеція | Представник Швеція | Представник Швеція |
| ------------------ | ------------------------------ | -------------------------- | ------------------ | ------------------ | ------------------ |
| 2015               | Чемпіонат світу серед юнаків   | Калі, Колумбія             | 1                  | 5.30 м             | CR                 |
| 2016               | Чемпіонат світу серед юніорів  | Бидгощ, Польща             | 3                  | 5.45 м             |                    |
| 2017               | Чемпіонат Європи серед юніорів | Гроссето, Італія           | 1                  | 5.65 м             | CR                 |
| 2017               | Чемпіонат світу                | Лондон, Велика Британія    | 9                  | 5.50 м             |                    |
| 2018               | Чемпіонат світу в приміщенні   | Бірмінгем, Велика Британія | 8                  | 5.80 м             |                    |
| 2018               | Чемпіонат світу серед юніорів  | Тампере, Фінляндія         | 1                  | 5.82 м             | CR                 |
| 2018               | Чемпіонат Європи               | Берлін, Німеччина          | 1                  | 6.05 м             | WU20R              |
| 2019               | Чемпіонат світу                | Доха, Катар                | 2                  | 5.97 м             |                    |
| 2021               | Чемпіонат Європи в приміщенні  | Торунь, Польща             | 1                  | 6.05 м             | CR                 |
| 2021               | Олімпійські ігри               | Токіо, Японія              | 1                  | 6.02 м             |                    |
| 2022               | Чемпіонат світу в приміщенні   | Белград, Сербія            | 1                  | 6.20 м             | WR, WIR            |
| 2022               | Чемпіонат світу                | Юджин, США                 | 1                  | 6.21 м             | WR                 |